# 应傃
应傃（?—?），字自得，自号兰坡。庆元府昌国（今浙江舟山）人。
祖籍鄞县蜜岩村，宋理宗朝参知政事应㒡之弟。年幼即穎悟，四歲能诵《论语》、《孟子》，六歲能赋《江路野梅香》：“横斜淡月黄昏，漏泄早春消息”，经子史集，靡不研览。绍熙四年（1193年）進士，调乌程尉，官至文林郎。嘉泰年間，辭官歸里，當時的昌国县令葛洪聘其为講师，设馆于城西筠坡，葛洪亲率县学子弟前往聽課。能詞，但作品多散佚，《全宋词》仅存其詞二句。应灋孙是其侄。